# Robert Irwin
Robert Graham Irwin (Guildford, 23 agosto 1946 – Londra, 28 giugno 2024) è stato uno storico, scrittore e orientalista britannico.

## Biografia
Frequentò l'Epsom College di Surrey, proseguendo poi con un lettorato all'Università di Oxford e un programma di ricerche di livello accademico presso la Scuola di Studi Africani e Orientali di Londra (SOAS), sotto la supervisione di Bernard Lewis. L'argomento della sua tesi fu la riconquista degli Stati crociati da parte dei mamelucchi, opera che rimase incompiuta a seguito della sua conversione all'Islam e al ritiro in un monastero dervish in Algeria.
Nel 1972 divenne lettore di storia medioevale all'Università di St. Andrews. Cinque anni più tardi abbandonò la vita accademica per dedicarsi all'attività di scrittore e romanziere, continuando saltuariamente a tenere alcune letture a Cambridge, a Oxford e alla SOAS, presso la quale divenne professore associato. Fu inoltre editore della rivista The Times Literary Supplement, relativamente alle questioni del Medio Oriente.
Pubblicò una monografia inerente alla storia dell'Orientalismo. Fu inoltre un esperto ampiamente riconosciuto de Le mille e una notte.

## Opere
Il romanzo fantasy con elementi horror The Arabian Nightmare venne ispirato dal romanzo francese del 1805 Manoscritto trovato a Saragozza di Jan Potocki.
Le opere successive si focalizzarono su altre tematiche, spaziando dal Surrealismo inglese di Exquisite Corpse al Satanismo del movimento giovanile Swinging London degli anni '60.
Il personaggio di Charlie Felton, personaggio di Satan wants me, fu ripreso nel terzo volume del fumetto La Lega degli Straordinari Gentlemen ambientato nel 1969. Alan Moore, ideatore della serie, definì Irwin come "uno scrittore fantastico".

## Orientalismo
Nel 2006 pubblicò l'articolo intitolato For Lust of Knowing: The Orientalists and their Enemies, una recensione critica del libro Orientalism di Edward Said, nel quale affermò che quest'ultimo:
- avrebbe posto eccessivamente in risalto l'opera degli studiosi inglesi e francesi, ignorando gli autori tedeschi che diedero il contributo più originale agli studi orientali;
- avrebbe stabilito una relazione fra lo sviluppo dell'orientalistica in questi due Paesi con la loro politica estera e gli interessi economici in Medio Oriente:
- avrebbe sottovalutato le mire espansionistiche dello zar verso la regione del Caucaso e dell'Asia centrale, esistenti fra la fine del XVIII secoli e i primi del XIX[12];
- non avrebbe considerato che l'orientalistica è debitrice nei confronti degli studiosi islamici molto più di quanto gli stessi musulmani comunemente credano.[13]

Maya Jasanoff nel London Review of Books si espresse con le seguenti parole:
(Maya Jasanoff, London Review of Books)